# جي. راندي كاستن
جي. راندي كاستن (بالإنجليزية: G. Randy Kasten)‏ هو محامي أمريكي، ولد في 1955.